# Crassispira cortezi
Crassispira cortezi är en snäckart som beskrevs av Shasky och Campbell 1964. Crassispira cortezi ingår i släktet Crassispira och familjen Turridae. Inga underarter finns listade i Catalogue of Life.